# Fierscyclops fiersi
Fierscyclops fiersi is een eenoogkreeftjessoort uit de familie van de Cyclopidae. De wetenschappelijke naam van de soort is voor het eerst geldig gepubliceerd in 2001 door De Laurentiis, Pesce & Humphreys.